# Cribrariaceae
Famille
Taxons de rang inférieur
- genre Cribraria
- genre Dictydium
- genre Lindbladia

Les Cribrariaceae sont une famille d'amibozoaires de l'ordre des Liceales.